# New Zealand Qualifications Authority
Die New Zealand Qualifications Authority (NZQA) (Māori: Mana Tohu Mātauranga o Aotearoa) ist eine Crown Entity (spezielle Staatsunternehmen als Behörde) des neuseeländischen Staates.

## Aufgaben
Die Aufgabe der Behörde, die 1989 mit dem Education Act 1989 gegründet wurde, besteht in der Verwaltung und Qualitätssicherung von schulischen, universitären und beruflichen Qualifikationen und Abschlüssen in Neuseeland.
Die NZQA verwaltet alle in Neuseeland in weiterführenden Schulen erworbene Qualifikationen und teilt diese über das National Certificate of Educational Achievement (NCEA) in drei verschiedene Stufen ein und definiert Berufs- und Bildungsqualifikationen über sechs verschiedene sogenannten Certificate Levels, wobei der Level 1 die niedrigste Stufe und der Level 6 die höchste Qualifikationsstufe darstellt. Des Weiteren führt die Behörde eine Liste ausländischer Qualifikationen und Bildungsinstitutionen, die in Neuseeland bereits anerkannt wurden. Befindet sich eine außerhalb Neuseelands erworbene Qualifikation nicht in der Datenbank der Behörde, wird eine kostenpflichtige Prüfung der Qualifikation durch das Amt vorgenommen und eine dem neuseeländischen Qualitätsstandard vergleichbare Qualifikation anerkannt.
Stand 2014 arbeitete die NZQA als Beispiel mit 488 Schulen aus Neuseeland und einigen Pazifikstaaten zusammen und verwaltete dabei knapp 1,35 Millionen Qualifikationsdaten von rund 255.000 Studenten.

## Organisationsstruktur
Die NZQA ist in drei Geschäftsbereiche aufgeteilt:
- Assessment – Begutachtung, Einstufung von Qualifikationen und Abschlüssen
- Quality Assurance – Qualitätssicherung von schulischen, universitären und beruflichen Qualifikationen und Abschlüssen
- Strategic and Corporate Services – Strategische und korporative Dienste

Jeder Geschäftsbereich wird von einem Deputy Chief Executive (stellvertretenden Geschäftsführer) geführt und vom Office of the Chief Executive unterstützt, das die Bereiche:
- Executive support to the Chief Executive and Board – Unterstützung des Geschäftsführers und des Vorstands
- Communications – Kommunikation
- Ministerial liaison – ministerielle Angelegenheiten

abdeckt.
Ein zusätzlicher stellvertretender Geschäftsführer ist für Māori-Angelegenheiten zuständig.